# Цекало, Виктор Евгеньевич
Ви́ктор Евге́ньевич Цека́ло (укр. Віктор Євгенович Цекало, род. 7 мая 1956 года, Киев) — советский и украинский актёр, телеведущий, юморист.
Старший брат советского и российского актёра, сценариста и продюсера Александра Цекало.

## Биография
Виктор Евгеньевич Цекало родился 7 мая 1956 года в Киеве, в семье инженеров-теплоэнергетиков Евгения Борисовича Цекало (11 марта 1931 — май 2007) и Елены Леонидовны Волковой (24 марта 1933—2000-е). Младший брат — Александр Цекало, российский актёр.
Окончил актёрский факультет Киевского института театрального искусства им. И.Карпенко-Карого.
После института в 23 года был призван в армию, но вскоре был комиссован по состоянию здоровья.
Учился на режиссёрском факультете ГИТИСа.
Работал в Винницкой филармонии и Одесской филармонии.
С 1980 года по 2000 год работал в разных Киевских театрах: Театр эстрады, Театр «Золотые ворота», еврейский театр «Штерн», Киевский академический «Театр на левом берегу Днепра».
С 2000 года работает в Киевском театре «Браво».
С 2020 года живёт и работает в Москве.
Никак не прокомментировал Вторжение России на Украину.

## Телевидение
Работает на украинском телевидении, телеведущий и создатель передач: Анекдот-клуб «Золотой гусь» (с 1998 года, в передаче участвовали Дмитрий Чекалкин, Валерий Чигляев, Илья Ноябрёв, Владимир Быстряков), «Белая ворона», «Я памятник себе воздвиг…».

## Фильмография
1. 1987 — Один за всех
2. 1993 — Сад Гефсиманский
3. 2001 — День рождения Буржуя 2 — Бодров-Буравский
4. 2001 — Вечера на хуторе близ Диканьки — Свербигуз
5. 2002 — Золушка — глашатай
6. 2003 — Дух земли — Кнут Лемке, немецкий бизнесмен
7. 2004 — Сорочинская ярмарка — еврей-шинкарь
8. 2004 — Русское лекарство — Гефтель
9. 2006 — Пять звёзд
10. 2004 — Ландыш серебристый 2 — врач
11. 2003 — Один за всех —  директор школы
12. 2005 — Дедушка моей мечты — ангел
13. 2006 — Утёсов. Песня длиною в жизнь — «Мимо кассы»
14. 2006 — Театр обречённых — Геннадий Колодяжный, писатель детективных романов
15. 2006 — Пять минут до метро — Маркелов
16. 2006 — Приключения Верки Сердючки — Арчибальд Сигизмундович, директор цирка
17. 2006 — Возвращение Мухтара-3 — Костя
18. 2007 — Я считаю: раз, два, три, четыре, пять... — Серафим Звонарёв, председатель дачного кооператива
19. 2007 — Глупая звезда — телеведущий
20. 2007 — Возвращение Мухтара-4 — Лев Штайнберг
21. 2007 — Битвы божьих коровок — Додик
22. 2008 — Смерть шпионам. Крым — Кеша Храповицкий, корреспондент
23. 2009 — Синие, как море глаза — Тимур
24. 2009 — Весельчаки — Славка, сельский пьянчужка
25. 2010 — Демоны — Михаил Бронштейн, сын ювелира
26. 2010—2011 — Ефросинья (все сезоны) — врач
27. 2010— Возвращение Мухтара-6 —  (серии «Конокрады,масленица)» - массовик
28. 2011 — Здравствуй, мама! — Росси
29. 2011 — Всё включено — Хасан
30. 2011 — Возвращение Мухтара-7 — Новиков
31. 2012 — Обратная сторона Луны — Карлсон
32. 2013 — Второе дыхание — Виталий Анатольевич Карев, заместитель министра здравоохранения
33. 2013 — Возвращение Мухтара-9 (серия «Неделя французской кухни») - Жак, шеф-повар
34. 2014 — Брат за брата 3 — Семён
35. 2014 — Давай поцелуемся — Владимир Ильич Суворов, хозяин рекламного агентства
36. 2014 — Дом спящих красавиц — начальник
37. 2014 — Семейный бизнес — Игорь Сергеевич, директор лицея
38. 2015 — Метод — Штих
39. 2015 — Пятый этаж без лифта — Костров, продюсер
40. 2015 — Клим — Феликс Нестеров, директор аниматорского агентства
41. 2016 — «Лучшая» неделя моей жизни — Шапиро
42. 2016 — Мажор 2 — Олег Дмитриевич Дементьев, распространитель поддельных лекарств
43. 2017 — Волшебник — Роман Сергеевич Анисимов, кинопродюсер
44. 2017 — Территория — Григорий Натанович Паршин, мэр города
45. 2018 — Коп — Константин Иванович Рогов, проректор Университета международных отношений
46. 2019 — Консультант. Лихие времена — Яков Михайлович Синчин, директор ВИА «Брюлики»
47. 2020 — Проект «Анна Николаевна» — Бубнов
48. 2021 — Бендер: Начало — Фунт
49. 2021 — Алиби ― Анатолий Владимирович Трефилов
50. 2021 — Контакт ― врач-онколог